# 2003 في كازاخستان
فيما يلي قوائم الأحداث التي وقعت خلال عام 2003 في كازاخستان.

## سياسة

### انتهاء فترة المنصب
- 11 يونيو – إيمانغلي تاسماغمبتوف قائمة رؤساء وزراء كازاخستان.

## رياضة
- 1 يناير – دوري كازاخستان الممتاز 2003 الفائز نادي إيرتيش بافلودار.

## وفيات

### مارس
- 12 مارس – أندري كيفيليف (مواليد 1973) درّاج طريق كازاخستاني.

### مايو
- 20 مايو – أليكساندر ميروشنيشنكو (مواليد 1964)